# Joan Junceda
Joan Garcia-Junceda i Supervia (* 13. Februar 1881 in Barcelona; † 10. September 1948 in Blanes, Selva), war ein bekannter katalanischer Illustrator, Cartoonist und Comiczeichner.

## Leben
Junceda cartoonierte das Leben der katalanischen Gesellschaft in den ersten drei Jahrzehnten des zwanzigsten Jahrhunderts sowohl für Erwachsene und Kinder. Er illustrierte zahlreiche Bücher.
Seine Cartoon-Werke zeigen eine Mischung aus Grafik, die eine komische oder auch satirische Geschichte in einem Bild oder auch in Serien, meistens mit einer Pointe erzählten. Seine ersten Veröffentlichungen wurden durch seinen Bildwitz, bei denen er keine Worte verwendete, und ernsthaft gezeichnete Kommentare zum politischen Tagesgeschehen mit kritischer Absicht erstellt. Er wurde schnell in Katalonien und ganz Spanien bekannt und beliebt.
1902 begann sein Erfolg mit der Karikatur-Serie ¡Cu-Cut!. Die Ausgabe Nr. 1 war eine Anspielung auf den politischen Druck auf die Medien. Seine Karikatur trug den Titel: La Feyna de la Premsa Catalana (‚Die Arbeit der katalanischen Presse‘).
Seine außergewöhnlichen technischen Fähigkeiten und seinen politischen Humor und Bildwitz brachte er in diesem Cartoon mit Anspielung auf das Fest des Sieges zum Ausdruck. Seine Cartoons erschienen vorwiegend in nationalistischen Wochenzeitungen, Tageszeitungen und Zeitschriften mit den Titeln und Figuren: La Tralla, Metralla, L’Estevet, L’Hereu, El Gall, la Cuca Fera, Or i Grana, La Piula etc. Im Bereich der Jugendliteratur war er einer der führenden spanischen Cartoon-Künstler. Er gestaltete En Patufet, Virolet und Esquitx.
Er arbeitete auch für kirchliche katalanische Publikationen wie die Zeitschriften La Voz del Angel de la Guarda und Good Seny. Er illustrierte auch die meisten Werke des Schriftstellers Josep M. Folch i Torres wie die Ausgaben der colleccions Biblioteca Gentil und Biblioteca Patufet.
Seine Werke signierte er meist mit Pseudonymen wie Titella, Jafet, Ribera, Medí i Papassa und auch mit dem Monogramm aus zwei verschlungenen Buchstaben oder unterzeichnet mit Musik-Notenzeichen. Er verstarb 1948 in Blanes. Sein Stil war inspirierend für weitere katalanische Cartoonisten des 20. Jahrhunderts wie Antoni Batllori Jofré (1915–1999) und Josep Serra Massana (1896–1980).

## Werke

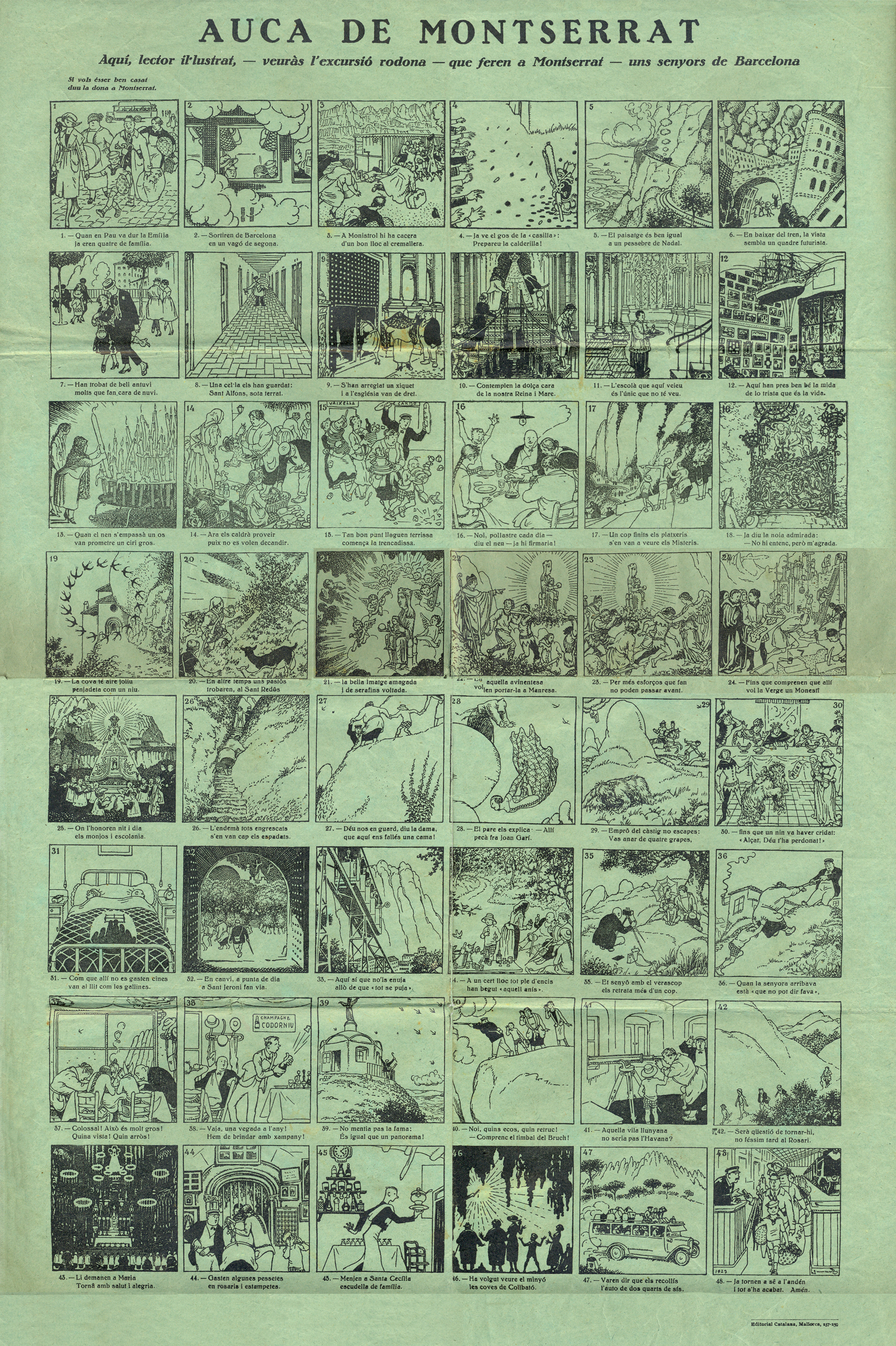
Die Auca de Montserrat (Bildergeschichte in 48) aus dem Jahr 1923, illustriert von Joan Junceda

- Robert Louis Stevenson; Joan Junceda: La Isla Del Tesoro ISBN 9788435040129
- Josep M. Folch i Torres: Aventures extraordinàries d’en Massagran Cartoné: Il·lustracions de Joan Junceda, Edició: Casals
- Ausstellungen im Cartoon Art Museum in San Francisco
- Auca de Montserrat, 1923.